# 博丁 (阿肯色州)
博丁（英語：Bolding）是位於美國阿肯色州猶尼昂縣的一個非建制地區。該地的面積和人口皆未知。

## 地理
博丁的座標為33°05′01″N 92°13′45″W / 33.08361°N 92.22917°W，而該地的平均海拔高度為36米（即118英尺）。